# Keishana Washington
Keishana Washington (ur. 4 kwietnia 2000 w Pickering) – kanadyjska koszykarka występująca na pozycji rozgrywającej, od 2023 zawodniczka Energi Polskiego Cukru Toruń.
25 maja 2023 dołączyła do Energi Polskiego Cukru Toruń.

## Osiągnięcia
Stan na 5 marca 2024, na podstawie, o ile nie zaznaczono inaczej.

### NCAA
- Uczestniczka rozgrywek:
  - Sweet 16 turnieju WNIT (2022)
  - turnieju NCAA (2021)
- Mistrzyni:
  - turnieju konferencji Coastal Athletic Association (CAA – 2021)
  - sezonu zasadniczego CAA (2020, 2022, 2023)
- Wicemistrzyni:
  - turnieju konferencji CAA (2019, 2022)
  - sezonu zasadniczego CAA (2019)
- Koszykarka roku konferencji CAA (2023)
- MVP turnieju konferencji CAA (2021)
- Najlepsza:
  - rezerwowa konferencji CAA (2020)
  - studentka-sportsmenka konferencji CAA (2022)
- Laureatka nagrody – CAA Commissioner's Academic Award (2019)
- Zaliczona do:
  - I składu:
    - CAA (2022, 2023)
    - turnieju CAA (2021, 2022)
    - debiutantek CAA (2019)
    - All-Phily (2022)

  - II składu:
    - College Sports Communicators Team Academic All-American (2023)
    - All-Phily (2021)

  - III składu:
    - CAA (2020, 2021)
    - All-Philly (2020)

  - składu:
    - CAA Commissioner’s Academic Honor Roll (2020, 2023)
    - honorable mention All-American (2023 przez WBCA, Associated Press, USBWA)
- Koszykarka tygodnia:
  - NCAA (4.02.2020 według USBWA)
  - konferencji CAA (6x)
- Drużyna Drexel Dragons zastrzegła należący do niej numer 1 (2023)[6]

### Indywidualne
- Zaliczona do I składu kolejki OBLK (2, 9 – 2023/2024)[7][8]

### Reprezentacja
- Wicemistrzyni Ameryki U–18 (2018)